# فریدون معتمد
فریدون معتمد (انگلیسی: Fereydoon Motamed؛ ۶ اکتبر ۱۹۱۷ – ۱۳ ژوئیه ۱۹۹۳) یک زبان‌شناس اهل ایران بود.